# ジョン・W・ジョンストン
ジョン・ウォーフィールド・ジョンストン（英: John Warfield Johnston、1818年9月9日 - 1889年2月27日）は、アメリカ合衆国バージニア州アビンドン出身の弁護士、政治家である。バージニア州上院議員を務め、南北戦争後にバージニア州がアメリカ合衆国に再加盟したときに、バージニア州選出アメリカ合衆国上院議員となり13年間務めた。国政では民主党に属した。
アメリカ合衆国憲法修正第14条では、アメリカ合衆国への忠誠を誓った後で南北戦争ではアメリカ連合国に加担した者が公職に就くことを禁じる条項があり、ジョンストンはアメリカ合衆国議会議員を務める資格が無かった。しかし、戦後にジョンストンが病気や死にかけた元奴隷を援助していたことで、解放奴隷局の推薦でその制限が外された。アメリカ連合国に加担した者で、アメリカ合衆国上院議員になったことでは、ジョンストンが最初だった。
ジョンストンが上院議員を務めている間に幾つかの問題が起こった。アーリントン記念碑に関わる論争のただ中に入らされた。遺骸を移すという当初の提案はジョンストンにとって不快なものだったが、それに続く議論でロバート・E・リーの記憶を守りたいと考えるようになった。しかし、民主党のために黙っておく必要性があり、それが決定要因になった。またテキサス・太平洋法案には先頭だって反対する者となった。これは南部の鉄道支配権を巡る派閥抗争であり、結果的に1877年妥協を生むことになった。さらにバージニア州の戦前の負債を州がどれだけ返済すべきかについて、バージニア州で議論が熱しているときに、負債を負うべきと言うファンダーの主導者にもなった。この議論は再編党の結成に繋がり、ウィリアム・マホーンがその指導者に指名された。このことでジョンストンの上院議員としての経歴が終わることになった。

## 生い立ち
ジョンストンは、1818年9月9日に、バージニア州アビンドンに近い、父方の祖父の家「パニセロ」で生まれた。父ジョン・ウォーフィールド・ジョンストン博士と、母ルイザ・スミス・ボウエンにとって唯一の子供だった。祖父はピーター・ジョンストン判事であり、アメリカ独立戦争の時にはヘンリー・"ライトホース・ハリー"・リーに従って戦った。曾祖母はパトリック・ヘンリーの姉妹だった。母はバージニア州の政治家リーズ・T・ボウエンの姉妹であり、父方の叔父にはチャールズ・クレメント・ジョンストンとジョセフ・エグルストン・ジョンストン将軍がいた。従兄弟にはアメリカ合衆国下院議員ヘンリー・ボウエンがいた。先祖はスコットランド、イングランド、ウェールズおよびスコットランド系アイルランドの血を引いていた。
ジョンストンはアビンドン・アカデミー、サウスカロライナ・カレッジ・コロンビア校およびバージニア大学シャーロッツビル校の法学部で学んだ。1839年には法廷弁護士として認められ、バージニア州テイズウェルで法律実務を始めた。
1841年10月12日、ジョンストンはニケッティ・ブキャナン・フロイドと結婚した。ニケッティはバージニア州知事ジョン・フロイドとレティティア・プレストンの娘であり、ジョン・ブキャナン・フロイド知事の姉妹だった。ニケッティは若いときに改宗したカトリック教徒であり、ジョンストンも結婚後に改宗した。
1859年、家族と共にアビンドンに移転し、最初はメインストリート東に住んだ。あるアビンドン住人は「訪れて楽しい家庭であり、若者は老若男女からうける心のこもった歓待を楽しんだ」と語っていた。そこに住んでいる間に、町の東3マイル (5 km) に「エグルストン」と呼ぶ新しい家の建設を始めた。家族が愛情を込めた家屋の名称は「キャッスル・ダスティ」（ほこりっぽい城）だった。1860年8月の後で新居に移転した。
ジョンストン夫妻には12人の子供が生まれた。その中の1人は、ジョージ・ベン・ジョンストン博士であり、リッチモンドで著名な医者となり、バージニア州では初めて消毒剤を使った手術を行ったとされている。アビンドンにあるジョンストン記念病院もリッチモンドのジョンストン・ウィリス病院も、ジョンストンに因む命名である。

## 初期の経歴
ジョンストンは1844年から1846年までテイズウェル郡の州検察官を務めた。1846年、バージニア州上院議員で1846年から1847年まで空席になったものを務めるよう選出された。この議員はテイズウェル郡、ワイス郡、グレイソン郡、スミス郡、キャロル郡、プラスキ郡を代表する議席だった。1847年から1848年の会期にも再選された。
南北戦争のときは、アメリカ連合国の管財人の地位を維持し、1861年にはアビンドン町の町政委員会委員にも選出された。戦中の活動についてはあまり知られていないが、ジョン・エコルズ准将に宛てて、バージニア州南西部では「オーダー・オブ・ヒーローズ・オブ・アメリカ」が「恐ろしい存在に成長して」いる」と記した手紙を送っていた。この秘密結社は北軍の同調者で構成されていた。この情報は他の報告と組み合わされ、軍隊が逮捕できるようになる「人身保護令状」差し止め請求に使われた。
戦後の1867年、女子教育のためにアビントンでビラ・マリア・アカデミー・オブ・ザ・ビジテーションを設立した。1869年から1870年までバージニア州衡平法裁判所の巡回上級裁判所判事を務めた。また1869年頃、若い地元弁護士と共同法律事務所を作った。それが後に義理の息子となったダニエル・トリッグだった。1872年、裁判所近くにある小さな建物に事務所を作り、ジョンストン & トリッグ法律事務所と呼ばれるようになった。
1868年11月、娘に宛てて手紙を書き、バターが少なくなっていると明かし、冬のために供給があるか疑わしいが、「スペアリブ、ソーセージ、クラッキリンパンがあれば、バター無しでもやっていける。バターは贅沢品だと考え始めており、貧しい人には関係ない話だ」と記していた。

## アメリカ合衆国上院議員

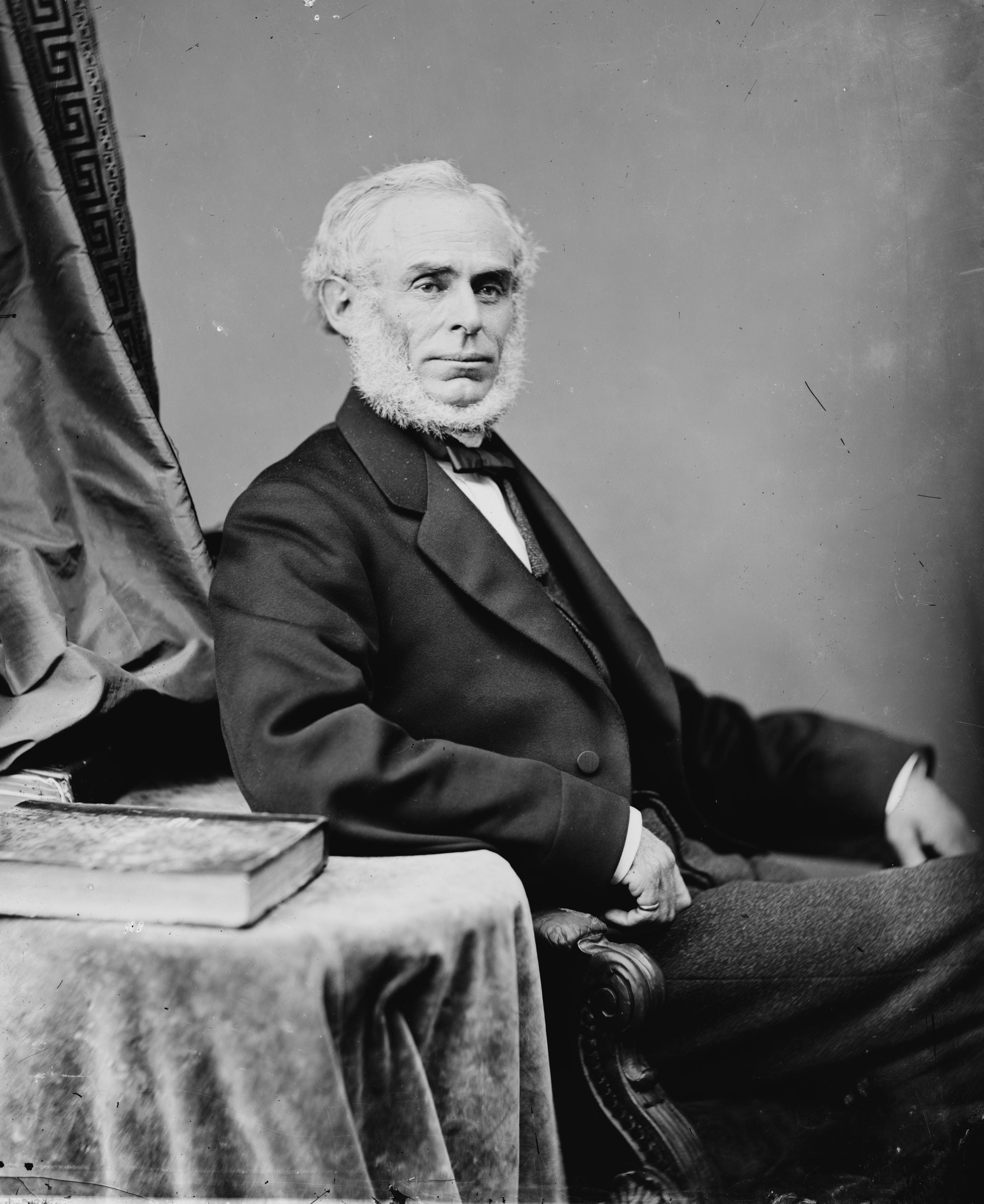
ジョン・ウォーフィールド・ジョンストン

バージニア州は1869年まで基本的に軍管区だった。この年、ギルバート・C・ウォーカーが州知事に選出され、ホイッグ党に根ざす中道的保守主義を主導した。新しい州議会がアメリカ合衆国憲法修正第14条と同第15条を批准してレコンストラクションを終わらせ、ジョンストンを含み2人をアメリカ合衆国上院議員に選出した。任期は1865年3月に始まる6年間であり、その残りを務めることになった。ジョンストンは1869年10月18日付けのウィリアム・マホーンからの手紙を受け取った。それには「間違いなく最初の列車で」リッチモンドに行くこと。「貴方は上院議員だ」と書かれていた。
ジョンストンは、バージニア州で役職に就くことのできる数少ないものの1人だった。当時、元アメリカ連合国のために戦った者、あるいは仕えた者は、アメリカ合衆国憲法修正第14条の規定により、その「政治不能状態」が連邦議会の3分の2以上の同意で取り除かれるまで役職に就く資格が無かった。ジョンストンの場合は、年取った元奴隷のピーターがミシシッピ州からバージニア州シャーロット郡に向かう途中でアビンドンを通り、その世話をしたことがアビンドンの解放奴隷局役人の耳に届いたことで、その制限を外された。
ノーフォーク・アンド・ウェスタン鉄道の路線がジョンストンの家から200ヤード (180 m) の所を通っており、元の奴隷は売られた所から故郷に戻るための標としてその線路を使っていた。1865年夏、ジョンストンは多くの者に食料や寝場所を与え、その年の8月にピーターが鉄道に近い厩で死にかけているのを見つけた。ジョンストンはピーターを自分の家に連れ帰り、少なくとも1か月滞在させた。
ピーターが体力を回復してくるとその身の上について語り、後にジョンストンがそれを書き留めた。デューク大学にそれが保管されている。ピーターはシャーロット郡で、ジョン・ランドルフの隣人であるリード氏の奴隷だった。ピーターは奴隷業者に売却され（明らかにリードの負債のためだった）、妻と若い娘をこの地に残し、ミシシッピ州の綿花畑で35年間働いてきた。ピーターは解放されると、故郷に帰りたいと願い、ミシシッピ州からアビンドンまで歩いてきた。ジョンストンは、「私と妻の世話で弱り切った体を回復させられなかったのは明らかであり、死の淵が近くにあった。彼は急速に弱った。...彼は疲れており、辛い人生を過ごし、問題ばかりだった。しかし、きっと神はそのような彼に報い、彼に永遠の安らぎを与え、スージーや彼の母と父に会うのを認めてくれる」と記した。ピーターは結核で死んだ。
解放奴隷局の代理人は、ペンシルベニア州選出アメリカ合衆国下院議員ウィリアム・ケリーに手紙を書き、ジョンストンの慈善の心故に彼の政治不能状態を外すよう要請した。ケリーがそのように取り計らい、議案は両院を通過した。ジョンストンはこの法案が通ったことを新聞で読んで、初めてこれらの経緯を知った。

### 上院議員時代の概要
ジョンストンは、バージニア州が連邦への再加盟を認められることを期待して12月にワシントンD.C.に行った。しかし、それが認められたのは1870年1月26日のことだった。ジョンストンはその直後に上院議員に就任できた。この遅れは議会がバージニア州の代表を議会に受け入れる法案の成立が必要だったからだった。
ジョンストンが1月28日に就任するために到着したとき、幾らかの問題があった。バーモント州のジョージ・F・エドモンズが、ジョンストンがまさしくジョンストンであるかを問題にし、ウェストバージニア州のウェイトマン・T・ウィリーがジョンストンその人であることを請け負い、資格を認めるまで、詐欺が行われていると考えていた。後に自分の前に置かれた文書に署名する段になって、その中身を読んでいなかった。これは鉄の誓いであり、全白人男性は合衆国に対して二度と武器を持たない、あるいはアメリカ連合国を支持しないことを誓うよう求められていた。ジョンストンの隣に座っていたデラウェア州選出のトマス・F・ベイアードが注意していなければ、ジョンストンは「バージニア州民の目に永遠に不名誉なこと」とされていた可能性があった。この宣誓は1867年に違憲だと判断されていたが、実質的に使われなくなったのは1871年になってからだった。当時、ジョンストンはアメリカ連合国に与した唯一の上院議員であり、他の上院議員は全て北部生まれか「合衆国の者」だった。
ジョンストンが上院議員になったとき、バージニアの二大政党は保守派と急進派だった。ジョンソンは戦前のタカ派民主党とホイッグ党の連衡である保守派だった。民主党は昔、ホイッグ党と激しく対立したが、その名前で合流することは望まず、保守党として立った。国政の領域でジョンストンがどちらに就くかは分かっていなかったが、上院は圧倒的に共和党が支配していたので、どちらにしても影響は無かった。当時上院の78議席のうち、民主党は10議席のみだった。ジョンストンが、バージニア州新知事に宛てて出した手紙には「選挙のために、その党や州にたいして裏切り者になる」とあったので、共和党に就くのではという憶測もあった。実際には、共和党大会への正式招待を断り、上下院合同民主党員集会に参加したので、疑いは晴れた。「バージニア州の保守派はワシントンでは民主党である」という宣言だった。
最初の会期は1870年1月26日から1871年3月4日までであり、1871年3月15日に再選され、同年3月4日に始まる任期に就いた。1877年にも三選され、1883年3月4日まで務めた。革命的権利主張委員会の委員となり、第45期と第47期にはその委員長を務めた。第46期では農政委員会の委員長でもあった。
1881年11月、外交問題委員会の委員になった。アメリカ赤十字の創設者クララ・バートンが第一回ジュネーブ会議（国際赤十字の設立）への署名をチェスター・アーサー大統領に求めたとき、アーサーの肯定的な返答にこの委員会が言及され、ジョンストンがその委員の一人であることが記録されている。

## 政治問題

### アーリントン記念碑論争

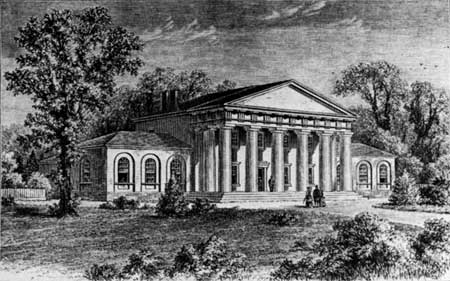
アーリントン・ハウス、1861年以前のスケッチ、1875年出版

1870年12月13日、ケンタッキー州選出上院議員トマス・C・マクリーリー（民主党）が、南軍指揮官ロバート・E・リーの元住居だったアーリントン・ハウスに関する決議案を提案し、猛烈な反対にあった。アーリントン・ハウスは南北戦争の間に北軍に占領され、その敷地は終戦までに16,000人の兵士の墓地に使われていた。この決議案はそこの所有権を調査し、リーの未亡人であるメアリー・アンナ・カーティス・リーに返還する可能性を調べるよう要求するものだった。さらにマクリーリーは、政府が前提条件を決め、発見されたワシントンの遺品は全て返却し、遺骸を移すための適当な場所が近くにないかを判断するという提案を行った。ジョンストンはその13年間の議員生活で最もはっきり目に付いたものとして、その興奮を表現していた。「私の人生でもっとも痛みを伴い、当惑させる立場に」置かれた。次のように熱烈に反対した。
| 「 | 何千もの遺骸を掘り出し運ぶための仕事を作るという考えには、大変嫌悪を催させるものがあった。それは戦場で倒れた勇敢な人々のものだった。この決議案の要素が不愉快なものであるだけでなく、その論調が等しく不愉快だった。「さあ、これらの塀を上塗りし、床を磨き上げ、家や敷地を整え、骨を掘り出し、所有者の手に返すのだ」と言っているように思われた。 | 」 |

しかしジョンストンは決議案に反対する演説の中で、リーの記憶が攻撃されているように感じ、リーを守らなければならない任務があると考えた。その見解や立場を知っていた民主党は、党のためにまたバージニア州を救うために沈黙を守るよう求めた。ジョンストンは自宅で攻撃されることになると、まさしく予想した。再選を求めているときであり、対立候補はジョンストンに対立するその立場を利用した。バージニア州議会の代表団がワシントンに行って民主党と会談し、その状況を評価し、受け取った報告書に満足した。
後にジョンストンはリー未亡人とその記念碑提案のために演説を行った。最初に演説しようとしたときは反対され、許可されなかった。会期の終盤近くに、別の法案が審議されているとき、ジョンストンがそれに関する動議を出し、その機会を利用して演説を行った（このような事は上院議員に認められていた）。それが、「議場の大きな憤慨と短気を引き出す」ことになった。リー家とその助言者は「アーリントンの売却に関する真実と資産に関するリー未亡人の権利の性格を、国の前に示すべきだ」という願望があった。リー未亡人にとって有利なことが分かれば、補償を得られ、政府に資産を寄付することもできると考えた。1881年、アメリカ合衆国最高裁判所はリー家有利の判決を下した。

### テキサス・太平洋法案
ジョンストンが1877年の再選を求めていたときに、テキサス・太平洋法案の論争に巻き込まれた。これは北部と南部の鉄道に関する闘争だった。ジョンストンは、トム・スコットのテキサス・アンド・太平洋鉄道とその利権に有利な法案に反対した。スコットは各南部州が法案に賛成した上院議員を指名することになるように、その鉄道を認めさせる説得に努めていた。もしスコットがバージニア州議会に影響を与えることに成功すれば、ジョンストンがその法案に反対していることは知られていたので、議席の確保が難しかった。ジョンストンはある手紙の中で、「太平洋鉄道について私がなしたことが人民の前にあり、わたしがするであろうことであれば思い出せない。私の立場から撤退したり、そうすることを諦めるならば、それは政策ではなく、それが政策であれば、私は正しいと考えたのであり、今も考えている。それ故に結果を甘受する用意がある。わたしはその方針で戦い抜くつもりである。」と記していた。ウィリアム・マホーンはジョンストンの再選を阻止する方向に動いた。南部州の大半がスコットに同調したが、バージニア州とルイジアナ州は同調せず、ジョンストンは再選された。
テキサス・太平洋法案は、1876年アメリカ合衆国大統領選挙の後に起きた危機の中で、1877年妥協の取引材料の位置にあった。後の1878年、ジョンストンはこの鉄道、特に第942号法案を「南部の商業的に利権に対する積極的な脅威」と見なして、議会で反対演説を行った。

### ファンダーと再編党の議論
ジョンストンの経歴の中でも大きな問題となったのが、ファンダー対再編党の議論だった。ファンダーは、バージニア州が戦前の負債を全て償還すべき義務があると主張したのに対し、再編党はどれだけの責任があるかについて、より小さな数字を提案していた。この議論はバージニア州の保守党に終焉を迎えさせ、再編党と民主党を結成させることになった。ウィリアム・マホーンが再編党の首長に選ばれ、1879年には州議会を支配したが、知事までは当選させられなかった。続いて議会は、州選出アメリカ合衆国上院議員に民主党員ロバート・E・ウィザーズの後任としてマホーンを選出した。しかし、州知事の同意が無ければ、その再編を法制化することができなかった。その次のチャンスは1881年の選挙で訪れた。その目標は自党から知事に当選させることだったが、最も重要なのは議会支配を続けることであり、それゆえに「ジョン・W・ジョンストン殿の後継者」を選出することだった。再編党が成功し、議会は著名な再編者でマホーンの「親友」であるハリソン・H・リドルバーガーをジョンストンの後任に選んだ。票決の結果はリドルバーガー81票、ジョンストン49票だった。

## 死と遺産
ジョンストンは上院議員を辞任後、法律実務に戻った。1889年2月27日、70歳で、バージニア州リッチモンドで死亡した。死のときまで意識があり、死につつあることに気付いていた。3月1日、遺族が遺骸をリッチモンドからワイズビルに移し、セントメアリーズ墓地に埋葬した。
1903年5月11日、ワシントン郡庁舎でジョンストンの肖像画を掲揚する儀式が行われた。デイビッド・F・ベイリーが肖像画を提供する演説者となった。その演説では、ジョンストンのことを次のように述べていた。
| 「 | 彼は雄弁家ではなかったが、強いディベーターであり、議論を纏める際に強力だった。彼は危険な反対者だった。彼を眠らせておくことはできなかった。彼が士気を挫かれたことはなかった。あらゆる事に穏やかだった。彼を熱狂させるようなものは無かった。彼は貧者の友人だった。これはワシントン郡において、という必要があるだろうか？その公平無私さは与えられた彼の能力によってのみ制限された。彼はいつも若い弁護士の友人だった。 | 」 |

妻のニケッティはジョンストンの死後も長生きし、1908年6月9日に、89歳で亡くなった。

## 著作
- The True Southern Pacific Railroad Versus the Texas Pacific Railroad: Speech of Hon. John W. Johnston 1878
- Repudiation in Virginia, The North American Review. Volume 134, Issue 303. University of Northern Iowa, Cedar Falls, Iowa. February 1882.
- Railway Land-grants, The North American Review. Volume 140, Issue 340. University of Northern Iowa, Cedar Falls, Iowa. March 1885
- The True South vs the Silent South, The Century Magazine. Volume 32, Issue 1, New York. May 1886